# الحصن الرقمي
الحصن الرقمي هي أولى روايات الكاتب الأمريكي دان براون، وصدرت في عام 1998. في هذه الرواية يُقدم دان براون الخطوط الأولية للنظريات التي شغلت رواياته فيما بعد، المؤامرة الكبرى من قبل أطراف خفية، تمارس الخديعة ضد الأشخاص العاديين بدعوى حمايتهم.
تدور هذه الرواية في أروقة وكالة وكالة الأمن القومي (إن إس إيه) الأمريكية الحكومية، وفي إسبانيا واليابان. وتقوم فكرة الرواية على فكرة تمرد أحد موظفي وكالة إن إس إيه السابقين، وتركه للمؤسسة التي تقوم بمراقبة شبكة الانترنت حول العالم، وكرد فعل انتقامي منها يقوم بعمل برنامج تشفير ليس له مثيل أسماه الحصن الرقمي، وسيكون هذا الحصن مخبأ أسرار كل الذين لا يرغبون في أن تتجس عليهم الوكالة عبر حاسوبها العملاق (الترانسلتر)، وتعهد بنشره في العالم مالم تعترف الوكالة بوجود الترانسلتر، تتصاعد الأحداث مع موت المبرمج، وتظهر حقيقة برنامج الحصن الرقمي الذي وقع الترانسلتر في فخه، وسيكون على الأبطال أن يحلو الشفرة ليعطلوا عمل الحصن الرقمي.
تتحدث هذه الرواية عن تأثير الهجوم النووي على هيروشيما وناجازاكي في اليابان، وعن الرغبة في الانتقام من السطوة الأمريكية على العالم. كما تتحدث عن قوة الوكالات الأمريكية السرية، ومدى نفوذها في العالم، وسيطرتها الكبيرة. وتناقش مسألة حرية الناس الشخصية، وحقهم في حفظ خصوصياتهم من تطفل المؤسسات الكبرى التي تعرف كل شيء عن كل شخص، بأي لغة في العالم.
تُرجمت هذه الرواية إلى العربية بعد النجاح الكبير الذي حققته روايته اللاحقة شيفرة دا فينشي، كما أعيد طبعها.

## شخصيات الرواية
- تريفور ستراثمور - نائب الرئيس العام لوكالة (إن أس إيه) بنى الترانسلتر.
- سوزان فيلتشر - رئيسة قسم الكريبتو (رئيسة محللي الشفرات) في (إن إس إيه).
- ديفيد بيكر - خطيب سوزان فليتشر أستاذ دكتور (اختصاصي اللغات الأجنبية اللامع) استخدمه ستراثمور لأجل استرجاع مفتاح الشفرة من إينسي تانكادو في أسبانيا.
- اينسي تانكادو - أحد أعضاء إن إس إيه) ياباني مشوه من أثر قنبلة هيروشيما ترك الوكالة لرفضه سياسة التنصت العشوائي (أي دون إذن مسبق) على البريد الإلكتروني ،و قام بعمل الحصن الرقمي.
- كريج هيل - عضو في قسم الكريبتو.
- ليلاند فونتين - المدير العام لـ (إن إس إيه)
- تشاد برينكيرهوف - مساعد المدير العام
- ميدج ميلكن - المحللة السكرتارية الداخلية لفونتين
- فيل شارتروكيان - تقني أمن الأنظمة
- جابا - رئيس تقنيي أمن الأنظمة
- هولوهت - سفاح برتغالي من المرتزقة، أطرش

## مقدمة القصة
| الحصن الرقمي | يقال إنه عند الموت تتضح الأشياء كلها, أدرك إنسي تانكادو صحة ذلك عندما أمسك بصدره وسقط أرضاً متألماً أدرك كارثة خطئه. حام الناس حوله يحاولون مساعدته لكنه لم يكن يريد المساعدة. فذلك شيء فات أوانه منذ زمن, مرتجفاً رفع يده اليسرى ,أشار بأصابعه إلى الخارج. انظروا إلى يدي. حدقت الوجوه من حوله ولكنه أدرك أنهم لم يفهموا قصده. في يده خاتم ذهبي منقوش. للحظة تلألأت النقوش تحت أشعة الشمس الأندلسية علم أن هذا آخر ضوء سيراه إلى الأبد. | الحصن الرقمي |

## روابط خارجية
- الحصن الرقمي على موقع الموسوعة البريطانية (الإنجليزية)

- الحصن الرقمي. كتب جوجل.
- الموقع الرسمي لدان براون
- تحميل رواية الحصن الرقمي
- مراجعات القراء حول رواية الحصن الرقمي على  موقع أبجد